# Cầu Bến Lức
Cầu Bến Lức là tên chung của 2 cây cầu bắc qua sông Vàm Cỏ Đông. Nằm trên tuyến QL.1 đi qua địa phận 2 xã: Thạnh Đức, Nhựt Chánh và thị trấn Bến Lức huyện Bến Lức, tỉnh Long An, cách Thành phố Tân An 12 km, cách Thành phố Hồ Chí Minh 35 km.
Cầu Bến Lức và Cầu Tân An nằm trên tuyến đường huyết mạch nối Thành phố Hồ Chí Minh với các tỉnh Đồng bằng sông Cửu Long với lưu lượng xe rất lớn, ước tính khoảng 40 ngàn lượt ôtô/ngày.

## Lịch sử
Cầu Bến Lức nguyên thủy là một cây cầu sắt Eiffel dài 550 m (cầu sắt xe lửa dài nhất Nam Kỳ) bắc qua sông Vàm Cỏ Đông thuộc tuyến đường sắt Sài Gòn - Mỹ Tho nằm ở vị trí 10°38'10"N 106°28'22"E kế bên cầu Bến Lức ngày nay . Khi xây dựng tuyến đường sắt, Một vấn đề nan giải mà tuyến đường sắt gặp phải là có hai con sông ngăn cách. Do vậy, vừa thi công công trình, nhà thầu Pháp vừa đặt hãng Eiffel khi đó chế tạo nên 2 cây cầu gồm cầu sắt Bến Lức và cầu sắt Tân An cho xe lửa qua sông. Thế nhưng 4 năm sau, khi đã đưa tuyến đường sắt vào hoạt động các cây cầu vẫn chưa hoàn thành. Do đó để đưa tàu hoả vượt qua sông lớn các toa tàu đã được tạm tách rời để đưa lên phà qua sông, sau đó lại được nối rồi cho chạy tiếp. Trên phà có lắp đường ray và các thiết bị để nối đường ray trên mặt đất với ray của phà. Hình ảnh đoàn xe lửa dài chạy xì khói kêu ầm ầm trên 2 thanh sắt và hình ảnh chiếc phà đưa xe lửa qua sông đã khiến người dân Việt thời đó rất thích thú và ngưỡng mộ. Xe lửa phải qua phà đến tháng 5 năm 1886, sau khi 2 cầu sắt được hoàn thành thì chấm dứt, xe lửa có thể đi một mạch từ Sài Gòn đến Mỹ Tho mà không cần phải di chuyển các toa tàu lên phà nữa . Trước đây, khi tuyến đường sắt còn hoạt động thì đường ray xe lửa nằm ở giữa cầu, bên phải các thanh ray là các ván gỗ rất mỏng cho người đi bộ nên xe không thể qua cầu được mà phải đi phà ở Châu Thành . Sau này, do thua lỗ nên nhà nước đã quyết định cho ngừng hoạt động tuyến đường sắt và cho tháo dỡ toàn bộ các thanh ray và tà vẹt, sau đó người ta đổ nhựa lên mặt cầu cho xe ô tô đi qua . Vào khoảng năm 1966 - 1967, cầu bị đánh bom và bị sập nên người Mỹ xây cầu tạm bằng sắt ở bên cạnh (vị trí cầu Bến Lức hiện nay) . Sau khi được phục hồi, cầu sắt Tân An tiếp tục cho xe chạy song song với cầu Bến Lức mới bằng bê tông bên cạnh . Cầu sắt bị tháo dỡ năm 2004 để bán ve chai .

## Cầu Bến Lức cũ
- Khởi công: 1969
- Thông xe: 1973
- Chiều dài: 530m.
- Chiều rộng: 10m (phần xe chạy 8.9m, lề mỗi bên 0.3m).

Cầu Bến Lức cũ nằm ở km1934+314 QL.1. Cấu trúc theo kiểu giá dầm thưa không liên tục bằng bê tông cốt thép, gồm 9 nhịp (nhịp giữa cầu trước tháng 12/2018 được làm bằng vỉ sắt), 8 trụ.
Chân cầu từng bị xà lan đâm làm sập nhịp giữa vào ngày 16 tháng 01 năm 2000.
Từ ngày 30/10 - 14/12/2018, tạm ngừng lưu thông để tiến hành sửa chữa phần lan can cầu, dạ cầu, cắt bỏ thu hẹp phần hành lang dành cho người đi bộ, mỗi bên 0,7m, gỡ bỏ phần nhịp sắt lắp dầm đổ bê tông nhựa toàn bộ mặt cầu.
Dự án do Ban Quản lý dự án 5, thuộc Tổng cục đường bộ Việt Nam làm chủ đầu tư. Nhà thầu liên danh Công ty Cổ phần Thương mại, tư vấn và xây dựng Vĩnh Hưng và Công ty Cổ phần Xây dựng công trình 510 thi công, tổng mức đầu tư khoảng 40 tỷ đồng.

## Cầu Bến Lức mới
- Khởi công: 22/12/2001
- Thông xe: 22/7/2003.
- Chiều dài: 549.75m.
- Chiều rộng: 11,5m (phần xe chạy 11m, không có phần lề dành cho người đi bộ).
- Tổng vốn: 131,16 tỉ đồng.

Cầu Bến Lức mới được xây dựng bên cạnh Cầu Bến Lức cũ bằng bê tông cốt thép dự ứng lực, gồm 9 nhịp, mỗi nhịp dài 33m, 3 nhịp chính dầm hộp có chiều dài 66+110+66m, là một trong những khẩu độ dầm hộp bê tông cốt thép dự ứng lực dài nhất ở vùng Đồng bằng sông Cửu Long hiện nay.
Công trình do Ban Quản lý dự án 18, Bộ GTVT làm chủ đầu tư, với kinh phí trên 131,16 tỉ đồng. Theo thiết kế, cầu Bến Lức mới xây dựng vĩnh cửu bằng bê tông cốt thép dự ứng lực, chiều dài cầu 549,75m, rộng 11,5m, trọng tải 30 tấn... Cầu Bến Lức mới là cây cầu bổ sung thêm trong tổng số 19 cầu của tuyến TPHCM - Cần Thơ và là cây cầu thứ 47 - cây cầu cuối cùng của dự án khôi phục cầu trên Quốc lộ 1 giai đoạn 1 của Ngân hàng Hợp tác quốc tế Nhật Bản (JBIC).
Hiện nay, cả hai cây cầu trên được gọi chung 1 tên là Cầu Bến Lức.